# Germier de Toulouse
« Saint Germier » redirige ici. Pour les communes françaises, voir Saint-Germier.
Saint Germier est fêté le 16 mai (anniversaire de sa mort dont on ignore l'année). Il est contemporain du pape Jean III.
Né à Angoulême, il fut nommé évêque de Toulouse (vers l'an 691). Saint Germier évangélisa toute la vallée de la Garonne. Il bâtit un monastère à Ox, hameau faisant partie de la commune de Muret.
Il est aussi le fondateur de l'église Notre-Dame de la Dalbade. Il mena une vie austère, dans les jeûnes, les prières et les aumônes. Il fit plusieurs miracles en guérissant des malades et en faisant jaillir par son intercession une source d'eau vive, lieu de pèlerinage toujours fréquenté de nos jours à quelques kilomètres de Boulaur sur la route de Simorre. 
Saint Germier s'éteignit à Ox et fut enseveli dans l'église Saint-Jacques de Muret.